# Синій Утьос
Си́ній Утьо́с (рос. Синий Утёс) — селище у складі Томського району Томської області, Росія. Входить до складу Спаського сільського поселення.

## Населення
Населення — 474 особи (2010; 511 у 2002).
Національний склад (станом на 2002 рік):
- росіяни — 93 %